# Edmund Alexander Lanquaye Bannerman
Edmund Alexander Lanquaye Bannerman (* 1915; † 1983) war ein Jurist und Politiker in Ghana. Er hatte mit dem Posten des Chief Justice von Ghana das höchste Richteramt inne und zudem eine verfassungsrechtliche Schlüsselposition des Landes. Bannerman folgte Edward Akufo-Addo im Amt des Chief Justice im Jahr 1970 und war damit vierter Chief Justice des unabhängigen Ghana. Amtsnachfolger Bannermans wurde im Jahr 1972 Samuel Azu Crabbe. 
Bannerman verlor nach dem Militärputsch vom 13. Januar 1972 durch Ignatius Kutu Acheampong seinen Posten. Acheampong zerschlug den Supreme Court, den obersten Gerichtshof des Landes, und entließ drei führende Richter, unter ihnen Bannerman, aus dem Amt. Neben Bannerman wurden die Richter Koi Larbi und J.B. Siriboe aus dem Amt entlassen.